# Сеньория Негропонте
Сеньория Негропонте (на италиански: Signoria di Negroponte) е държава на кръстоносците от 1204 до 1470 г. на остров Евбея (наричан от италианците Негропонте, „Черен мост“) в Егейско море в средновековна Гърция.

## История
Образувана е от западноевропейските латински кръстоносци през Четвъртия кръстоносен поход след падането на Константинопол през 1204 г. Тя е под влиянието на Република Венеция до завладяването на острова през 1470 г. от Османската империя. Латинското владение на острова е разделено на три господства, центърът с главен град Халкис, югът с Каристос и северът с Ореос. Затова неговите владетели се наричат също „три господари“ (terzieri или triarchs). Понякога те са дори разделяни и шест господари (sestieri или hexarchs) управлявали едновременно на Негропонте.
Първият владетел е Бонифаций I Монфератски († 1207), който основава и Солунското кралство. През пролетта на 1205 г. той остава господството на своя фламандски васал Жак II д’Авен, който с разрешение на Бонифаций, през август 1205 г. разделя Негропонте на три феоди, които дава на италиано-ломбардски рицари, и отива обратно във войската на Бонифаций. Югът (Каристос) той дава на Равано дале Карчери († 1216) от Верона, средната част (Халкида) на своя роднина Жилберто да Верона и севера (Ореос) на Пегораро дей Пегорари. След смъртта на Жак Авен ок. 1209 г. Равано дале Карчери остава единствен владетел, понеже Пегораро се връща в родината му, а Жилберто е умрял.
След смъртта на Равано през 1216 г. островът отново е разделен на три и управляван от трима. Със смъртта на императора на Латинската империя Хенрих Фландърски през същата година, Венеция поема владението над тримата господари, които произлизат от венециански или италиански фамилии. През 13 век тримата господари на Негропонте са от фамилите дале Карчери и да Верона, които са наследени от фамилиите Гизи, Гюстиниани, Сомарипа, Цорци и Ное.
През 1311 г. Негропонте става венецианска колония (Regno di Negroponte). През 1470 г. островът е завладян от Османската империя.